# 1-Hexadecen
1-Hexadecen ist eine chemische Verbindung aus der Gruppe der aliphatischen Kohlenwasserstoffe.

## Vorkommen

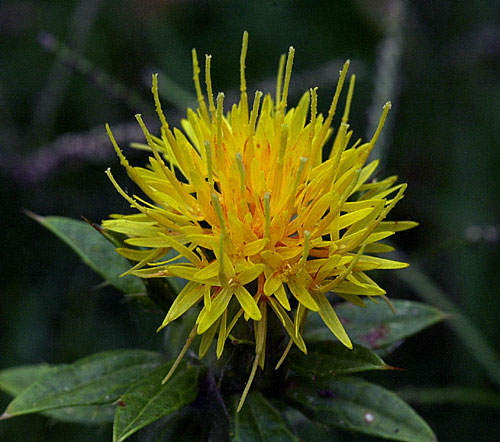
Färberdistel (Carthamus tinctorius), Blütenstand

1-Hexadecen kommt natürlich in den Blüten und Blättern der Färberdistel vor.

## Eigenschaften
1-Hexadecen ist eine brennbare, schwer entzündbare, farblose Flüssigkeit, die praktisch unlöslich in Wasser ist.

## Verwendung
1-Hexadecen wird als Zwischenprodukt für die organische Synthese verwendet. Es wird als Mischung für Off-Shore-Bohrflüssigkeiten verwendet. Es wird auch als oberflächenaktives Mittel, Veredelungsmittel, Prozessregler, funktionelle Flüssigkeit, Schmiermittel und Schmiermittelzusatz verwendet. Außerdem wirkt es als Comonomer in Polymeren wie Polyethylen niedriger Dichte, das dünner, flexibler und reißfester ist.